# 悉尼·斯旺
悉尼·斯旺（英語：Sidney Swann，1890年6月24日—1976年9月19日），英国男子赛艇运动员。他曾代表英国参加1912年和1920年夏季奥林匹克运动会赛艇比赛，获得一枚金牌和一枚银牌。